# 라와키섬

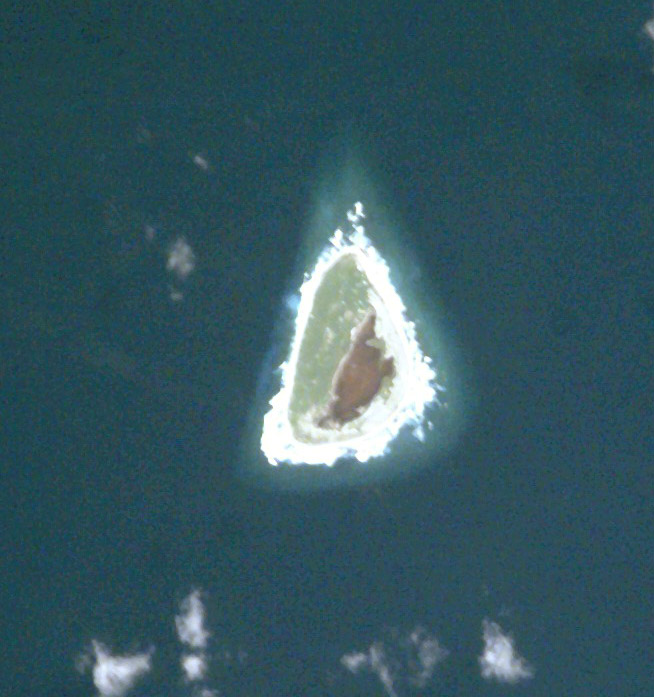
라와키섬

라와키섬(Rawaki Island)은 태평양 중서부에 위치한 키리바시의 환초로, 피닉스 제도에 속한다.